# Fulfillingness' First Finale
Albums de Stevie Wonder
Innervisions
(1973) Songs in the Key of Life
(1976)
Fulfillingness' First Finale (1974) est un album de Stevie Wonder. C'est le quatrième des cinq albums réalisés pendant sa « période classique » au cours des années 1970 avec Music of My Mind, Talking Book, Innervisions, et Songs in the Key of Life.
Fulfillingness' First Finale a gagné trois Grammy Awards en 1974 (meilleure performance vocale Pop masculine, meilleure performance vocale Rhythm and Blues masculine et meilleur album de l'année). Stevie Wonder n'a sorti son album suivant Songs in the Key of Life que deux ans après. Paul Simon, qui a gagné cette distinction en 1975 avec son album Still Crazy After All These Years a remercié Stevie Wonder de ne pas avoir sorti d'album cette année-là.
L'album s'est classé premier à la fois au Billboard Pop Albums Chart et au Billboard Black Albums Chart,. C'est le seul album de sa « période classique » qui n'a pas été classé dans la liste des 500 meilleurs albums de tous les temps par le magazine Rolling Stone en 2003.

## Titres
Toutes les chansons ont été écrites, produites et arrangées par Stevie Wonder sauf mention contraire.
| 1.    | Smile Please                          | Wonder          | 3:28 |
| 2.    | Heaven Is 10 Zillion Light Years Away | Wonder          | 5:02 |
| 3.    | Too Shy to Say                        | Wonder          | 3:29 |
| 4.    | Boogie on Reggae Woman                | Wonder          | 4:56 |
| 5.    | Creepin                               | Wonder          | 4:22 |
| 6.    | You Haven't Done Nothin'              | Wonder          | 3:22 |
| 7.    | It Ain't No Use                       | Wonder          | 4:01 |
| 8.    | They Won't Go When I Go               | Wonder/S.Wright | 5:58 |
| 9.    | Bird of Beauty                        | Wonder          | 3:48 |
| 10.   | Please Don't Go                       | Wonder          | 4:07 |
| 42:33 |                                       |                 |      |

## Personnel

### Musiciens
- Stevie Wonder : chant, chœurs, piano, piano Fender Rhodes, clavinet Hohner, synthétiseur, Moog basse, batterie, claquements de mains
- Robert Margouleff : synthétiseur sur You Haven't Done Nothin'
- Malcolm Cecil : synthétiseur sur You Haven't Done Nothin'
- Michael Sembello : guitare électrique sur Smile Please et acoustique sur Please Don't Go
- Sneaky Pete Kleinow : guitare pedal steel sur Too Shy to Say
- Reggie McBride : basse électrique sur Smile Please, You Haven't Done Nothin'
- James Jamerson : basse acoustique sur Too Shy to Say
- Rocky Dzidzornu :  congas sur Boogie On Reggae Woman
- Bobbye Hall : congas et bongos sur Smile Please, quica sur Bird of Beauty
- Non crédité : Drum Machine sur Bird of Beauty

### Chœurs
- Paul Anka : chœurs sur Heaven Is 10 Zillion Light Years Away
- Shirley Brewer : chœurs sur Heaven Is 10 Zillion Light Years Away, Bird of Beauty, Please Don't Go
- Jim Gilstrap : chœurs sur Smile Please
- Lani Groves : chœurs sur It Ain't No Use, Bird Of Beauty
- Jackson 5 - chœurs sur You Haven't Done Nothin'
- Larry « Nastyee » Latimer : chœurs sur Heaven Is 10 Zillion Light Years Away)
- The Persuasions : chœurs  sur Please Don't Go
- Minnie Riperton : chœurs sur Creepin', It Ain't No Use
- Deniece Williams : chœurs sur Smile Please, It Ain't No Use, Bird of Beauty, Please Don't Go
- Syreeta Wright : chœurs sur Heaven Is 10 Zillion Light Years Away
- Sérgio Mendes : texte portugais sur Bird of Beauty

## Singles
- 1974 : You Haven't Done Nothin' classé 1er au Billboard Pop Singles Chart et au Billboard Black Singles Chart
- 1974 : Boogie On Reggae Woman classé 3e au Billboard Pop Singles Chart et 1er au Billboard Black Singles Chart

## Certifications
| Pays                  | Certification | Unités certifiées |
| --------------------- | ------------- | ----------------- |
| Canada (Music Canada) | Platine       | 100 000           |
| Royaume-Uni (BPI)     | Or            | 100 000           |

## Liens
- Ressources relatives à la musique :   - AllMusic
  - Discogs
  - MusicBrainz (groupes de sorties)